# Sempervivum davisii
Sempervivum davisii är en fetbladsväxtart. Sempervivum davisii ingår i släktet taklökar, och familjen fetbladsväxter.

## Underarter
Arten delas in i följande underarter:
- S. d. davisii
- S. d. furseorum